# روبرت هوارد (سباح)
روبرت هوارد (بالإنجليزية: Robert Howard)‏ (مواليد 7 يناير 1956) هو سبّاح من جمهورية أيرلندا، مثّل بلاده في الألعاب الأولمبية الصيفية 1976.

## روابط خارجية
روبرت هوارد على موقع أوليمبيديا (الإنجليزية)